# Hjalmar Frisk
Hjalmar Frisk (Göteborg, 4 agosto 1900 – Göteborg, 1º agosto 1984) è stato un linguista svedese.
È stato uno studioso dell'indoeuropeo e ha ricoperto la carica di rettore dell'Università di Göteborg dal 1951 al 1966.

## Biografia
Nel 1927, tradusse il documento Periplus Maris Erythraei dal latino al francese. Due anni più tardi, pubblicò una versione sintetica del catalogo della collezione di papiri dell'ateneo, che possiede migliaia di documenti datati dal 1200 al 2000 a.C., incusi testi arabi e copti.
La sua opera più nota è il Griechisches etymologisches Wörterbuch (Dizionario etimologico greco), opera pubblicata in tre volumi ad Heidelberg dal 1954 al 1972.
Nel 1968 fu nominato membro dell'Accademia reale svedese delle scienze, che per vari decenni aveva cogestito con l'ateneo svedese la Stazione Zoologica "Kristineberg", un centro fondato nel 1877 per un programma di ricerca della biologia marina. L'aula magna dell'Università di Göteborg fu intitolata in onore di Frisk.

## Opere
- Griechisches etymologisches Wörterbuch , Heidelberg
  - (DE) Griechisches etymologisches Wörterbuch, su Internet Archive, III voll., Carl Winter - Casa editrice dell'Università di Heidelber, 1960. URL consultato il 20 agosto 2020 (archiviato il 19 agosto 2020).
  - (DE) Griechisches Etymologisches Wörterbuch, Heidelberg (1960, 1970), su indo-european.nl. URL consultato il 20 agosto 2020 (archiviato dall'url originale il 24 agosto 2011).
- (GRC)  Codex pal. graec. 398, fol. 40v-54v, conservato all'Università di Heidelberg, X secolo.
- (GRC)  Le Man. Add. 19391, fol. 9r-12r, British Museum, manoscritto datato fra il XIV e il Xv secolo.